# Villes historiques de Russie

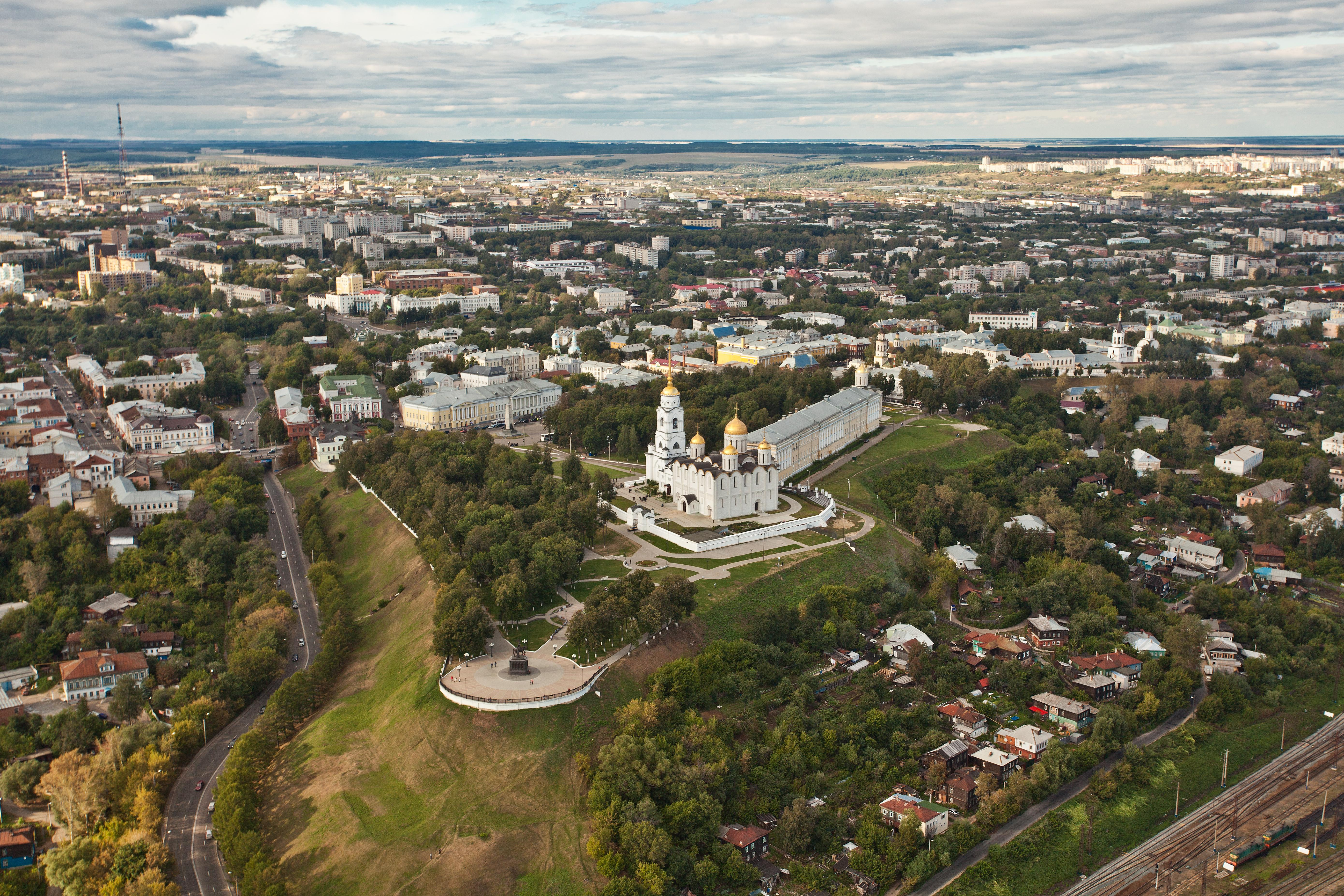
Panorama de Vladimir, dans l'Anneau d'Or.

Les villes historiques de Russie (en russe : исторические города и поселения, Istoritcheckie goroda i poselenia) sont les localités considérées comme d'une grande importance, dans l'histoire et archéologie de la Russie, par les gouvernements soviétiques puis russes, depuis un oukase de 1970 jusqu'à une loi fédérale de 2002.

## Historique et définition officielle
La première définition officielle de ce statut a été donnée en Union soviétique en mai 1970, avec la publication d'une  liste de 115 localités. Cette liste a été confirmée par la RSFSR en février 1990, par une liste considérablement élargie de 426 villes, de 54 communes urbaines, et de 56 villages. Le 25 juin 2002, la loi fédérale de Russie, n°73-FZ, sur les objets du patrimoine culturel (monuments culturels et historiques) des peuples de la fédération de Russie a confirmé ce statut pour 478 localités. Mais en 2010, la liste a été révisée et seules 41 villes et localités sont restées. 
En 2014, Belev a été ajouté à la liste, puis Staraïa Roussa en 2015 et Sébastopol le fut en 2016. En 2020, Borovsk fut ajouté à la liste, pour un total de 45.
De nombreuses grandes villes russes sont absentes de la liste, comme Moscou ou Nijni Novgorod. Cependant, le même système existe à l'échelle régionale, où bien plus de villes ont été classées. 
Ces villes et localités historiques sont réparties en quatre catégories selon leur valeur historique :
- Catégorie I : Villes historiques d'importance mondiale, dont l'héritage unique est reconnu par la communauté mondiale et nécessite des efforts exceptionnels.
- Catégorie II : Villes historiques d'importance locale, dont l'héritage nécessite des projets de reconstruction et de conservation multifactoriels.
- Catégorie III : Villes historiques d'importance locale, dont l'héritage les distingue du reste de la liste.
- Catégorie IV : autres villes historiques.

## Liste actuelle
La ville la plus peuplée classée est Saint-Pétersbourg, celle la moins peuplée est Krapvina (ru). Celle la plus au nord est Kargopol, la plus au sud Derbent, et la plus à l'est Kiakhta en Daourie.
- Azov
- Arzamas
- Astrakhan
- Beliov
- Belozersk
- Borovsk
- Chouïa
- Derbent
- Galitch
- Gorokhovets
- Iaroslavl
- Ielabouga
- Ielets
- Ienisseïsk
- Irkoutsk
- Kassimov
- Kargopol
- Kinechma
- Kolomna
- Kostroma
- Krapivna (en), village de l'Oblast de Toula
- Kiakhta
- Ostachkov
- Ples
- Rostov Veliki
- Saint-Pétersbourg
- Sébastopol
- Smolensk
- Solvytchegodsk
- Souzdal
- Staraïa Roussa
- Starotcherkasskaïa (stanitsa)
- Taganrog
- Tchistopol
- Tomsk
- Torjok
- Toropets
- Totma
- Toutaïev
- Veliki Oustioug
- Verkhotourié
- Vladimir
- Volsk
- Vyborg
- Zaraïsk